# 朝子塚古墳
朝子塚古墳（ちょうしづかこふん）は、群馬県太田市に所在する前方後円墳である。群馬県指定史跡。

## 概要
標高34メートルの低台地上に立地する。前方部の平面形はバチ形で、比較的低平である。径16メートル前後の後円部墳頂平坦部には、一辺約10メートルの方形の低基壇が造られている。周堀平面形も墳丘とほぼ同形で、周堀外側までの規模は全長180メートル、幅120メートルを有する。二段築成された墳丘外表の葺石は、渡良瀬川水系で採取される小ぶりな石がもちいられている。
1956年・1991年・1999年と三度の調査が群馬大学や太田市教育委員会によって行われている。遺物は普通円筒埴輪、特殊器台形円筒埴輪、朝顔形円筒埴輪のほかに、形象埴輪（壺、家、盾、きぬがさ）や底部穿孔壺が出土している。
円筒埴輪は墳丘の裾やテラスのほか、後円部頂の方形壇上に二つの長方形の区画を作るように巡らせ、四隅の外側の円筒埴輪上には壺形埴輪が乗せられている。また盾、きぬがさなどの器財埴輪や底部穿孔壺は方形基壇外側に樹立されている。方形壇上の長方形区画内には、それぞれ竪穴系の主体部が存在すると考えられるが、未調査のため詳細は不明である。
西方約1.5kmにある石田川遺跡（下記リンク参照）との関連も考えられ、造られた時期は4世紀末から5世紀初頭頃と推定されている。
また、本古墳西にかつて所在した頼母子古墳(4世紀半ば～後半)との関連が指摘されている。

## 規模
- 墳丘長123.5メートル[2]
- 後円部径62メートル・高さ11.8メートル
- 前方部幅48メートル・高さ6.8メートル